# 林奎介
林 奎介（はやし けいすけ、1996年12月24日 - ）は、千葉県流山市出身の陸上競技選手。専門は中距離走・長距離走･マラソン。柏市立豊四季中学校、柏日体高等学校（現：日本体育大学柏高等学校）、青山学院大学・理工学部機械創造工学科各卒業。GMOアスリーツ所属。身長175cm、体重59kg。

## 経歴
高校時代まで
- 豊四季中学校時代はバスケットボール部に所属。引退後に市内の駅伝大会に出場したことから柏日体高校のスカウトを受けた。
- 高校入学後陸上競技に転向。1年時の第63回全国高校駅伝では5区（3Km）を務めたが区間28位と振るわず、チーム全体も39位に終わった[3]。2・3年時は県大会で敗れ全国高校駅伝への出場は果たせなかった。高校時代の5000mの記録は14分30秒と飛び抜けたものではなかった。

大学時代
- 2015年、青山学院大学（理工学部機械創造工学科）に入学。
- 2年生の夏までは実績を残せなかったが、2016年11月の世田谷246ハーフマラソンで5位入賞。第93回箱根駅伝のメンバー入りを勝ち取る。7区にエントリーされたがレース当日田村和希に変更された。
- 3年生の秋に入ると急成長を見せる。2017年11月12日の世田谷246ハーフマラソンでは、1時間03分28秒のタイムで日本人トップの3位入賞。さらに11月25日の10000m記録挑戦競技会でも29分05秒87と、自己新記録を連発して好調をアピールし、第94回箱根駅伝のメンバー入りを勝ち取る。本選では7区（21.3Km）を担当。青学大は6区でトップに立ち逃げる展開となったが、林は区間記録を上回るペースで最初の10kmを突っ込み、その後もペースを落とすことなくトップでタスキリレー。2位東洋大との差を52秒から3分28秒に一気に広げた。林は1時間02分16秒の区間新記録を樹立しチームの4連覇に貢献。大会最優秀選手として「金栗四三杯」を受賞した。2月の熊日30kmロードレースでは優勝を果たす。
- 4年時は5000m13分57秒、10000m28分40秒とトラックでも記録を伸ばす。第50回全日本大学駅伝では4区（11.8Km）を担当し区間2位。前を行く東海大との差を11秒縮め、逆転優勝への足掛かりを築いた[4]。第95回箱根駅伝では再び7区を担当。5位でタスキを受けると逆転優勝を目指してハイペースで突っ込み、1.7kmで國學院大、9.6kmで駒澤大をかわし3位に浮上。自身の持つ区間記録にあと2秒と迫る走りで区間賞を獲得。トップとの差を5分15秒から3分48秒まで縮めた[5]。

実業団時代
- GMOアスリーツ入社初年度の2020年第64回ニューイヤー駅伝では6区区間3位の好走。チームの5位入賞に貢献する。
- 翌2月の第69回別府大分毎日マラソンで初マラソンに挑戦。前日会見では「自信はある。優勝もしくは日本人トップが目標」と語ったが[6]、ペースメーカーが離れた31kmで先頭集団から脱落。2時間12分台の20位・日本人16位に留まった[7]。
- 2021年2月の第76回びわ湖毎日マラソンでは、ペースメーカーが離れた25kmで単独先頭に立つなど積極的なレースを見せたものの28km手前で集団から後退。最終的には27位に終わったが、2時間8分台と初のサブテン達成、及び自己記録を大幅に短縮した。
- 2022年3月の東京マラソン2021・男子の部では14位に留まったが、自己ベストを31秒更新した。

## 人物・エピソード
- 大学入学当時は5000m15分台の記録しか残せずチームではほとんどビリ。「入学を間違えたかな」と悩み、選手として見切りをつけられマネージャーへの転身を勧められる覚悟はしていたという。その後「スピードでは勝てない」と自覚し、ハーフマラソン等で結果を残して、3年生で箱根駅伝デビューを果たすことができた[8]。
- チームでは盛り上げ役で、お笑いコンビ流れ星のちゅうえいのモノマネなどが得意という。
- 趣味はカラオケで、よく歌うのは米津玄師の『ピースサイン』など。

## 戦績

### 主な戦績(マラソン以外)
| 年     | 大会                                 | 種目（区間）   | 順位     | 記録          | 備考                         |
| ------ | ------------------------------------ | -------------- | -------- | ------------- | ---------------------------- |
| 2012年 | 第63回全国高等学校駅伝競走大会       | 5区・3.0Km     | 区間28位 | 9分06秒       | 柏日体高校・チーム総合39位   |
| 2016年 | 第11回世田谷246ハーフマラソン        | ハーフマラソン | 5位      | 1時間03分52秒 |                              |
| 2017年 | 高根沢町元気あっぷハーフマラソン     | ハーフマラソン | 3位      | 1時間03分45秒 |                              |
| 2017年 | 第12回世田谷246ハーフマラソン        | ハーフマラソン | 3位      | 1時間03分28秒 | 自己記録（当時）             |
| 2018年 | 第62回金栗記念熊日30キロロードレース | 30km           | 1位      | 1時間29分47秒 | 初レースにて優勝             |
| 2018年 | 日本学生陸上競技個人選手権大会       | 5000m1組       | 1位      | 14分09秒36    |                              |
| 2019年 | 第60回東日本実業団対抗駅伝競走大会   | 7区・12.9Km    | 区間8位  | 38分12秒      | GMOアスリーツ・チーム総合5位 |
| 2020年 | 第64回全日本実業団対抗駅伝競走大会   | 6区・12.1Km    | 区間3位  | 36分02秒      | GMOアスリーツ・チーム総合5位 |

### 大学駅伝成績
| 年度               | 出雲駅伝                 | 全日本大学駅伝              | 箱根駅伝                                   |
| ------------------ | ------------------------ | --------------------------- | ------------------------------------------ |
| 1年生 （2015年度） | 第27回 － － － 出場なし | 第47回 － － － 出場なし    | 第92回 ― ― ― 出場なし                      |
| 2年生 （2016年度） | 第28回 － － － 出場なし | 第48回 ― ― ― 出場なし       | 第93回 ― - ― 出場なし                      |
| 3年生 （2017年度） | 第29回 ― - ― 出場なし    | 第49回 ― - ― 出場なし       | 第94回 7区-区間賞 1時間02分16秒 区間新記録 |
| 4年生 （2018年度） | 第30回 ― - ― 出場なし    | 第50回 4区-区間2位 34分27秒 | 第95回 7区-区間賞 1時間02分18秒            |

### マラソン全戦績
| 年月          | 大会                         | 順位 | 記録          | 備考                                                                   |
| ------------- | ---------------------------- | ---- | ------------- | ---------------------------------------------------------------------- |
| 2020年2月2日  | 第69回別府大分毎日マラソン   | 20位 | 2時間12分31秒 | 初マラソン・日本人16着                                                 |
| 2021年2月28日 | 第76回びわ湖毎日マラソン     | 27位 | 2時間08分52秒 | ハーフマラソン自己記録                                                 |
| 2022年3月6日  | 東京マラソン2021（男子の部） | 14位 | 2時間08分21秒 | 自己記録、世界陸上ユージーン大会・杭州アジア競技大会男子マラソン選考会 |
| 2024年3月3日  | 東京マラソン2024（男子の部） | 42位 | 2時間15分48秒 |                                                                        |

## 自己記録
- 1500m：3分53秒17（2018年3月31日、第1回国士館大学競技会）
- 5000m：13分40秒47（2022年7月2日、ホクレン・ディスタンスチャレンジ士別大会）
- 10000m：28分23秒02（2021年11月27日、八王子ロングディスタンス）
- ハーフマラソン：1時間02分24秒（2022年7月24日、第35回サフォークランド士別ハーフマラソン大会）
- 30Km：1時間29分47秒（2018年2月18日、金栗記念熊日30キロロードレース）
- マラソン：2時間08分21秒（2022年3月6日、東京マラソン2021）